# Escala octatónica

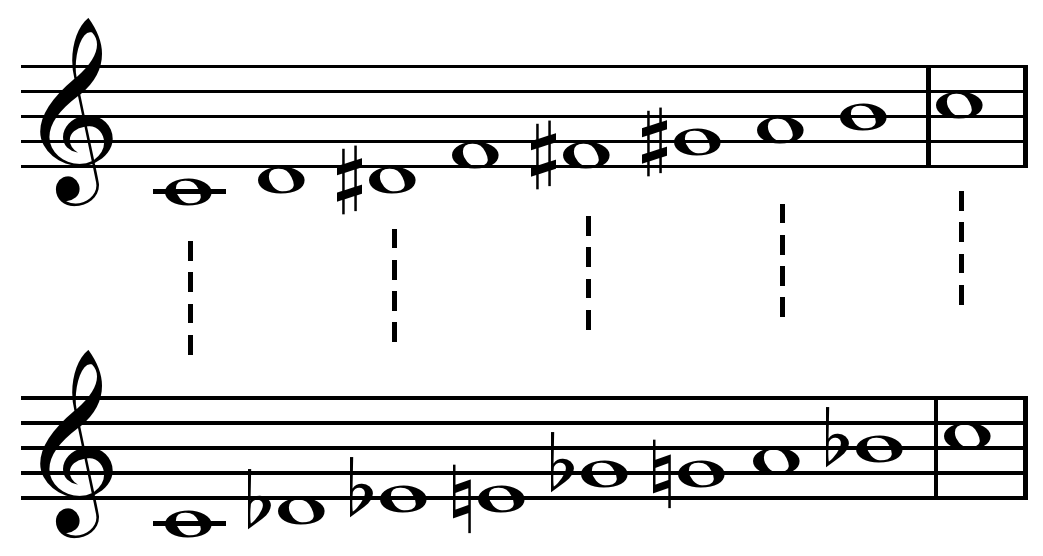
Escalas octatónicas en do.

Una escala octatónica en música es una escala o modo musical constituido por una sucesión de ocho sonidos, alturas o notas diferentes dentro de una octava.

## Descripción
Se trata de una escala musical formada por ocho sonidos sucesivos diferentes dentro de una octava. El típico ejemplo de escala octatónica es una escala en la que las notas ascienden alternando intervalos de un tono entero y un medio tono creando una escala simétrica. En la teoría clásica, en contraposición a la teoría de jazz, esta escala se suele llamar simplemente escala octatónica, aunque hay otras cuarenta y dos conjuntos de ocho tonos posibles no enarmónicamente equivalentes, no transposicionalmente equivalentes. En la teoría del jazz esta escala es más particularmente denominada «escala disminuida», o «escala simétrica disminuida», debido a que puede ser concebida como una combinación de dos acordes de séptima disminuida entrelazados. Al igual que la escala aumentada puede concebirse como una combinación de dos tríadas aumentadas entrelazadas. El primer tratamiento sistemático de la escala octatónica fue recogido en el tratado inédito de Edmond de Polignac titulado "Etude sur les sucesiones alternantes de tons et demi–tons (Et sur la gamme dite majeure–mineure)" de 1879 aproximadamente. Dicho tratado precedió en medio siglo a la obra "Scale alternate per pianoforte" de Vito Frazzi de 1930. El término "octatonic pitch collection" (colección de tonos octatónica) fue presentado por primera vez en inglés por Arthur Berger en 1963.

### Construcción y enumeración
Los doce tonos de la escala cromática son recubiertos por tres acordes de séptima disminuida disjuntos. Las notas de dos acordes de séptima de esa combinación forman una colección octatónica. Debido a que hay justamente tres maneras de seleccionar dos de tres, hay exactamente tres escalas octatónicas en el sistema de doce notas. Las escalas octatonicas son modos de transposición limitada, en concreto los modos segundos conforme a Olivier Messiaen. Cada escala tiene exactamente dos modos octatónicos: el primero comienza su ascenso con un tono completo entre sus dos primeras notas, mientras que el segundo comienza su ascenso con un semitono. Cada una de las tres escalas pueden formar escalas con nombres diferentes con la misma secuencia de tonos, comenzando en un punto diferente en la escala. Con puntos de partida alternativos, que se indican entre paréntesis, las tres escalas son:
- Mi♭ disminuida (fa♯ /sol♭–la–do disminuida): mi♭–fa–fa♯–sol♯–la–si–do–re–mi♭
- Re disminuida (fa–la♭–si disminuida): re–mi–fa–sol–la♭–si♭–si–do♯–re
- Re♭ disminuida (mi–sol–si♭ disminuida): re♭–mi♭–mi–fa♯–sol–la–si♭–do–re♭

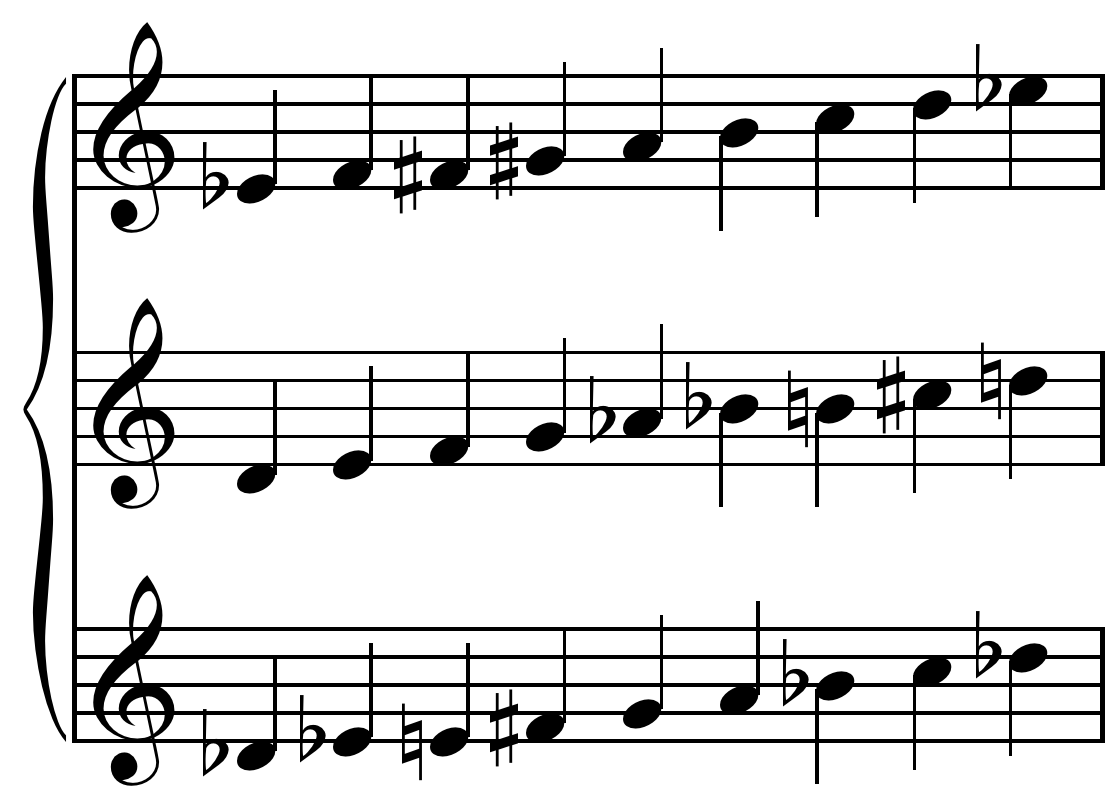
Escalas disminuidas en mi, re y re ascendente.

También se puede representar como 0134679t o con la etiqueta "set class" 8–28.

### Propiedades
Entre las características destacables de esta escala es que se trata de la única colección que se puede desmontar en cuatro pares de tonos transposicionalmente relacionados en seis formas diferentes, cada uno de ellos con una clase de intervalo diferente. Por ejemplo:
- semitono: (do–do♯), (re♯–mi) (fa♯–sol), (la–si♭)
- tono entero: (do♯–re♯), (mi–fa♯), (sol–la), (si♭–do
- tercera menor: (do–mi♭), (fa♯–la), (do♯–mi), (sol–si♭)
- tercera mayor: (do–mi), (fa♯–si♭), (mi♭–sol), (la–do♯)
- cuarta justa: (do♯–fa♯), (si♭–mi♭), (sol–do), (mi–la)
- tritono: (do–fa♯), (mi♭–la), (do♯–sol), (mi–si♭)

Otro rasgo notable de la escala disminuida es que contiene las primeras cuatro notas de cuatro escalas menores separadas por terceras menores. Por ejemplo: do–re–mi♭–fa y (enarmónicamente) fa♯–sol♯–la–si. Asimismo mi♭–fa–sol♭–la♭ y la–si–do–re.
La escala "permite configuraciones armónicas y lineales familiares tales como tríadas y tetracordos modales que inusualmente se yuxtaponen, pero dentro de un marco racional", aunque la relación de la escala diatónica con la superficie melódica y armónica es por lo tanto en general oblicua.

## Historia
Joseph Schillinger sugiere que la escala que nos ocupa fue formulada ya por la música tradicional persa en el siglo VII, donde se llamaba "Zar ef Kend", que significa "cadena de perlas" con la idea de que los dos tamaños diferentes de intervalos eran como dos diferentes tamaños de perlas.
Las escalas octatónicas aparecieron por primera vez en la música occidental como subproductos de una serie de transposiciones de terceras menores. Agmon localiza una en la música de Domenico Scarlatti, a partir de la década de 1730. El tratado de armonía de Honoré François Marie Langlé de 1797 contiene una progresión secuencial con un bajo octatónico descendente, que ejerce de soporte a las armonías que emplean todas y sólo las notas de una escala octatonica.
La cuestión de cuándo los compositores occidentales comenzaron a elegir las escalas octatonicas como material compositivo primordial es difícil de determinar. Uno de los candidatos más consistentes es un tema recurrente en la Feux Follets de Franz Liszt, el quinto estudio de su primer libro de Estudios de ejecución trascendental (compuesto en 1826 y revisado en dos ocasiones). Se ve en las figuras arpegiadas descendentes de los compases 7 y 8, 10 y 11, 43, 45 a 48, 122, y 124 a 126. A su vez, se utilizan las tres escalas octatónicas distintas, que contienen todo respectivamente, y sólo las notas de cada una de estas escalas.
Liszt se convertiría en un ídolo para la escuela rusa. A partir de la ópera Ruslán y Liudmila de Mijaíl Glinka que fue estrenada en 1842, la escala disminuida fue empleada con frecuencia por parte de los compositores rusos para evocar escenas de misterio mágico y exótico. Sin embargo, Nikolái Rimski–Kórsakov reclamó la escala disminuida como "un descubrimiento suyo" en su Mi vida musical. Ciertamente usa la escala con frecuencia en su ópera Kashchey el Inmortal que se estrenó en 1902. Después de eso, la escala fue muy utilizada por su alumno Igor Stravinski, sobre todo en su período de los ballets rusos Petrushka y La consagración de la primavera que datan de 1911 y 1913 respectivamente. Van den Toorn cataloga gran cantidad de momentos octatónicos en la música de Stravinsky, aunque Tymoczko argumenta que muchos de ellos son subproductos de otras cuestiones sintácticas. En la década de 1920 Heinrich Schenker criticó el uso de la escala octatónica, concretamente el Concierto para piano e instrumentos de viento de Ígor Stravinski, por la relación oblicua entre la escala diatónica y la superficie armónica y melódica.
La escala también puede encontrarse con cierta frecuencia en la música de Claude Debussy, Maurice Ravel, Aleksandr Skriabin y Béla Bartók. En piezas como Bagatelles, Cuarteto de cuerda n.º 4, Cantata profana e Improvisaciones de Bartók la octatónica se emplea junto con la escala diatónica, la escala de tonos enteros y "otras formaciones de alturas abstractas todas entrelazadas... en una mezcla muy compleja". Las obras Mikrokosmos 99, 101 y 109 son piezas octatónicas, como lo es el número 33 de los Cuarenta y cuatro dúos para dos violines. "En cada pieza, los cambios de motivos y frases se corresponden con los cambios de una de las tres escalas octatónicas a otra, y se puede seleccionar fácilmente una sola forma central y referencial de 8–28 en el contexto de cada pieza completa." No obstante, incluso sus piezas más largas también disponen de "secciones que son inteligibles como música octatónica".
Entre los compositores del siglo XX que han empleado escalas octatónicas se encuentran los siguientes: Samuel Barber, Béla Bartók, Ernest Bloch, Benjamin Britten, Julian Cochran, George Crumb, Claude Debussy, Irving Fine, Ross Lee Finney, Alberto Ginastera, John Harbison, Aram Jachaturián, Witold Lutosławski, Olivier Messiaen, Darius Milhaud, Henri Dutilleux, Robert Morris, Jean Papineau–Couture, Krzysztof Penderecki, Francis Poulenc, Serguéi Prokófiev, Maurice Ravel, Aleksandr Skriabin, Dmitri Shostakóvich, Ígor Stravinski, Toru Takemitsu y Joan Tower. Encontramos más muestras en la obra de Frank Zappa y Jennifer Higdon. 